# Tungnafjall
Tungnafjall är ett berg i republiken Island. Det ligger i regionen Norðurland eystra, 220 km nordost om huvudstaden Reykjavík. Toppen på Tungnafjall är 1 036 meter över havet.
Trakten runt Tungnafjall är nära nog obefolkad, med mindre än två invånare per kvadratkilometer. Det finns inga samhällen i närheten. Trakten runt Tungnafjall består i huvudsak av gräsmarker.